# Sellero
Sellero é uma comuna italiana da região da Lombardia, província de Bréscia, com cerca de 1.475 habitantes. Estende-se por uma área de 13 km², tendo uma densidade populacional de 113 hab/km². Faz fronteira com Berzo Demo, Capo di Ponte, Cedegolo, Paisco Loveno.

## Demografia
| Variação demográfica do município entre 1459 e 2011                               |
|                                                                                   |
| Fonte: Istituto Nazionale di Statistica (ISTAT) - Elaboração gráfica da Wikipedia |